# Compañía Rafael Amargo
La Compañía del bailarín y coreógrafo Rafael Amargo, fue creada en 1997 y hasta la actualidad ha producido ocho espectáculos. 

## La Garra y el Ángel (1997)
El mes de septiembre de 1997 se estrenaba en el Círculo de Bellas Artes de Madrid el espectáculo La Garra y el Ángel, el primer espectáculo del bailaor y coreógrafo de 22 años Rafael Amargo.
Junto a Rafael Amargo, una joven Eva Yerbabuena. Rafael Amargo se había presentado días antes en rueda de prensa apadrinado por figuras del mundo del arte, como Esperanza D’Ors o Luis Gordillo y de la mano de Víctor del Campo. El espectáculo se representa además en Granada y en el Festival Flamenco de Jerez, en esta ocasión con la primera bailarina Lola Greco.

## Amargo (1999)
En mayo de 1999, en el Teatro Bellas Artes de Madrid se estrena Amargo, el segundo espectáculo de Rafael Amargo. Una suite sin argumento, en la que el hilo conductor es la música. Junto a Amargo, Rafaela Carrasco, que ya había colaborado con Rafael en La Garra y el Ángel, diseño de vestuario de Juan Duyos, batas de cola de Lorenzo Caprile, diseño de iluminación de Dominique You (iluminador durante años de Antonio Gades) y dirección de escena de Carlos Martín (de la compañía zaragozana Teatro del Temple).
Este espectáculo da a conocer a Rafael en España realizando una gira en los tres años siguientes. Amargo recibe por el espectáculo dos Premios Max de las Artes Escénicas 2002, como Mejor Espectáculo de Danza (Amores que matan-Rafael Amargo) y Mejor Intérprete Masculino de Danza (Rafael Amargo).
El espectáculo se presenta por segunda vez en Madrid, en el Centro Cultural de la Villa con el bailaor Manolete como artista invitado, y por tercera vez en la Gran Vía, en el Teatro Lope de Vega, en el mes de agosto de 2001, en la pausa veraniega del musical “La Bella y la Bestia”. Tras el éxito conseguido de taquilla la productora del musical propone a Rafael Amargo coproducir su siguiente espectáculo: Poeta en Nueva York.

## Poeta en Nueva York (2001)
Con este espectáculo se inicia la colaboración entre Rafael Amargo y el director de cine Juan Estelrich, y la incorporación a sus espectáculos del entorno audiovisual, que será un sello de los espectáculos posteriores. 
Poeta está inspirado en el libro de Federico García Lorca y recoge las vivencias del poeta en Nueva York en 1929. La dirección musical y la composición de la música no flamenca corre a cargo de la venezolana Edith Salazar, que colaboraría posteriormente en otros espectáculos de Rafael. La música flamenca fue compuesta por Eduardo Cortés. En el escenario bailarines dando forma a coreografías flamencas, contemporáneas y folk, y músicos procedentes del flamenco, del jazz y de la música latina. Y colaborando en las coreografías Manuel Segovia (Ibérica de Danza) y Mario Maya.
Rafael Amargo recibe un Premio Max de las Artes Escénicas 2003 como Mejor Intérprete Masculino de Danza. Los lectores de El País de las Tentaciones eligen Poeta en Nueva York como Mejor espectáculo de Danza de 2003 y Mejor Espectáculo de la Década el año siguiente.
Poeta en Nueva York se representa por toda España. Dos temporadas en Madrid, en el Teatro Lope de Vega (2002), y en el Teatro Albéniz (2003). 
Rafael Amargo ya se había presentado en Barcelona con un pequeño espectáculo Tablao junto a Farruco, la Toromba, el Torombo y Jairo Barrull en el Capitol de las Ramblas. Pero es Poeta en Nueva York el espectáculo que le hace conocido en Barcelona. Una improvisada temporada cubriendo un hueco en la programación del Teatre Tívoli consigue tal éxito de público en junio de 2003 que anima a María José Balañá a firmar una segunda temporada, en septiembre, esta vez en el Teatre Novedades.
Entre las actuaciones fuera de España destacan las dos ocasiones que ha estado en Buenos Aires en el Teatro Ópera (2002) y Teatro Gran Rex (2003), Nueva York en el New York City Center (2006), Moscú en el Teatro Nuevo Bolshoi (2003) y Festival de Spoleto en Italia (2002), con seis funciones con lleno absoluto en el Teatro Romano.
El verano de 2002 Rafael Amargo recibe el encargo del Festival de Teatro Clásico de Mérida de coreografiar la parte flamenca del espectáculo inaugural de aquella edición, Troya Siglo XXI. Junto a María Jiménez y Matteo Levaggi, la presentación teatral de Ángela Molina, música de Joan Valent y la dirección y dramaturgia de Jorge Márquez. Troya Siglo XXI representa una visión futurista de un episodio de la Guerra de Troya. El espectáculo se representa además en Salamanca (Las Noches de Fonseca), Las Palmas de Gran Canaria (Festival de Las Palmas), y en el Festival Internacional de Santander.
En esta última representación en el Palacio de Festivales de Cantabria, estaba presente José Antonio Echenique, Director de la Quincena Musical de San Sebastián que tras ver el espectáculo propone a Rafael Amargo crear la coreografía de la versión de 1915 (Gitanería) de El amor brujo de Manuel de Falla, para su estreno en las Cuevas de Zugarramurdi (lugar de Navarra vinculado a la brujería y a los aquelarres), el año siguiente.

## El Amor Brujo- Gitanería 1915 y Dans Nouveau (2003)
Se trata de una versión vanguardista y contemporánea del clásico, con escenografía y vestuario de Roger Salas (crítico de danza y moda de El País) y que se interpreta con orquesta en directo dirigida por Edith Salazar, con la instrumentación de su estreno y con un absoluto respeto de la partitura y libreto original. Se representa en diversas ciudades de España: en Madrid (Teatro Albéniz), en Cádiz (Festival Iberoamericano de Teatro de Cádiz) y Barcelona (Teatre Tívoli). Rafael Amargo consigue un nuevo Premio Max de las Artes Escénicas como Mejor Intérprete Masculino de Danza.
El Amor Brujo tiene una duración de 42 minutos, lo que hace que haya que complementar el programa con una primera parte. En el Teatro Albéniz de Madrid, Rafael Amargo crea Dans Nouveau, inspirado en tres obras, a piano, de compositores contemporáneos de Manuel de Falla: Granados, Satie y Ravel, Edith Salazar interpreta vocalmente la “Pavana para una infanta difunta” de este último. 

## Enramblao (2004)
En Barcelona, en el Teatre Tívoli, y como primera parte de El Amor Brujo, se estrena en 2004 Enramblao. Un homenaje a la ciudad y a su diversidad, inspirado en Las Ramblas. De nuevo los audiovisuales de Juan Estelrich, y la diversidad de estilos coreográficos con el flamenco, contemporáneo, break-dance y tap dance.
Tras el estreno en Barcelona Rafael Amargo lo completa con nuevas coreografías y lo estrena como espectáculo independiente. Enramblao es el espectáculo más representado de Rafael Amargo. Regresó a Barcelona por segunda vez al Teatre Novedades, realizó temporada en Valencia en el Teatro Principal, en Bilbao en el Teatro Arriaga y cuatro meses en Madrid en el Teatro Alcázar. En el extranjero se representa, entre otros teatros, en el Bunkamura Orchard Hall de Tokio y en el Teatro Gran Rex de Buenos Aires.

## DQ...Pasajero en Tránsito (2005)
El año 2005 Rafael Amargo estrena DQ...Pasajero en tránsito. El espectáculo tiene la estética de un videojuego de ordenador inspirado en el personaje de Cervantes y que codirige junto a Carlös Padrissa de La Fura dels Baus. Los audiovisuales son dirigidos por Juan Estelrich y Franc Aleu. El vestuario es diseñado por Ivonne Blake (con un Oscar y cuatro premios Goya en su carrera).
Una versión heterodoxa inspirada en el personaje Cervantino, que comienza en Tokio en el año 2023, y que incluye flamenco, folklore, contemporáneo, y en el que Don Quijote es un joven japonés, un otaku, obsesionado con los videojuegos e internet, y Sancho un bailarín de break-dance sordomudo.
DQ hace gira por el estado y realiza temporada en el Teatro Gran Vía de Madrid y en el Teatre Tívoli de Barcelona y se representa en España en numerosos festivales de verano, como el Festival Castell de Peralada, Quincena Musical de San Sebastián, Festival Clásicos en Alcalá, Pozuelo Escénica, Festival Somontano o el Festival Internacional de Música y Danza de Granada.

## Tiempo Muerto (2006)
Tras DQ, Rafael Amargo vuelve a los orígenes de Amargo y La Garra y el Ángel, y decide estrenar un espectáculo que mire hacia la esencia del flamenco y prescindir de los elementos formales que habían marcado los espectáculos anteriores.
Tiempo muerto cuenta con la composición musical de Juan Parrilla e Flavio Rodrigues, intérpretes y compositores que han colaborado con numerosos artistas flamencos y han compuesto música para múltiples espectáculos.
En esta ocasión cuenta en el vestuario con la diseñadora Amaya Arzuaga.

## Enramblao 2 (2008)
Estrenado en el Teatre Tívoli de Barcelona el 4 de diciembre de 2008. Recoge la esencia del primer Enramblao de 2004, como homenaje a la ciudad de Barcelona y por extensión a las grandes ciudades. En Enramblao 2 están presentes el flamenco, el break-dance, la acrobacia, el circo, el music hall e incluso la danza del vientre, como reflejo de la multiculturalidad de las grandes urbes. 
Con música original de Eduardo Cortés y Edith Salazar (Compositores de su espectáculo Poeta en Nueva York), Enramblao 2 cuenta con la incorporación de temas de Joaquín Sabina, Serrat, copla, bolero, y el más puro flamenco.
En el espectáculo el audiovisual tiene una presencia relevante.

## La difícil sencillez (2009)
Federico García Lorca pronunció en 1933 en Buenos Aires y en La Habana su conferencia titulada Juego y Teoría del duende, una reflexión sobre la creación artística, alrededor del término “duende” tan utilizado en el mundo del flamenco.
Lorca incluye en el texto numerosas referencias literarias, musicales, plásticas incluso taurinas, que son el punto de partida de este espectáculo creado junto a la directora de teatro y de cine Pilar Távora.
Francisco de Goya, Jorge Manrique, la Niña de los Peines, Santa Teresa de Jesús, Lagartijo, Joselito y Belmonte... todos ellos para Lorca tienen ese “duende” esencial para la creación artística.
El espectáculo cuenta con música de Juan Parrilla y José Luis Montón, diseño de vestuario de Francis Montesinos y diseño de iluminación de Nicolás Fischtel.
Fue estrenado el 10 de julio de 2009 en el Festival Sagunt a Escena de Sagunto.
- Datos: Q5779731